# تيري ألين (لاعب كرة قدم أمريكية)
تيري ألين (بالإنجليزية: Terry Allen)‏ هو لاعب كرة قدم أمريكية أمريكي، ولد في 27 يونيو 1957.